# Zelotes cassinensis
Zelotes cassinensis FitzPatrick, 2007 è un ragno appartenente alla famiglia Gnaphosidae.

## Etimologia
Il nome della specie deriva dal fiume guineese di rinvenimento degli esemplari: il Rio Cacine (pron. cassine) e dal suffisso latino -ensis che ne indica l'appartenenza.

## Caratteristiche
Questa specie non è stata attribuita a nessun gruppo: si distingue dalle altre per l'ampia estensione retrolaterale della base dell'embolus, il quale risulta anche alquanto allungato, peculiarità non riscontrate altrove.
L'olotipo maschile rinvenuto ha lunghezza totale è di 7,08mm; la lunghezza del cefalotorace è di 3,33mm; e la larghezza è di 2,75mm.

## Distribuzione
La specie è stata reperita nella Guinea-Bissau meridionale: l'olotipo maschile è stato rinvenuto lungo il Rio Cacine, appartenente alla regione di Tombali.

## Tassonomia
Al 2016 non sono note sottospecie e dal 2007 non sono stati esaminati nuovi esemplari.